# Cúp quốc gia Scotland 1920–21
 Cúp quốc gia Scotland 1920-21 là mùa giải thứ 43 của giải đấu bóng đá loại trực tiếp uy tín nhất Scotland. Chức vô địch thuộc về Partick Thistle khi đánh bại Rangers trong trận Chung kết.  Đương kim vô địch Kilmarnock thất bại ở vòng Hai trước Aberdeen.

## Bán kết
| Partick Thistle | v | Hearts |
| --------------- | - | ------ |
|                 |   |        |

| Rangers                                          | v | Albion Rovers |
| ------------------------------------------------ | - | ------------- |
| Tommy Cairns (2) Andy Cunningham Sandy Archibald |   |               |

### Đá lại
| Partick Thistle | v | Hearts |
| --------------- | - | ------ |
|                 |   |        |

#### Đá lại lần 2
| Partick Thistle | v | Hearts |
| --------------- | - | ------ |
|                 |   |        |

## Chung kết
| Partick Thistle | v | Rangers |
| --------------- | - | ------- |
| John Blair      |   |         |